# Programul Viking

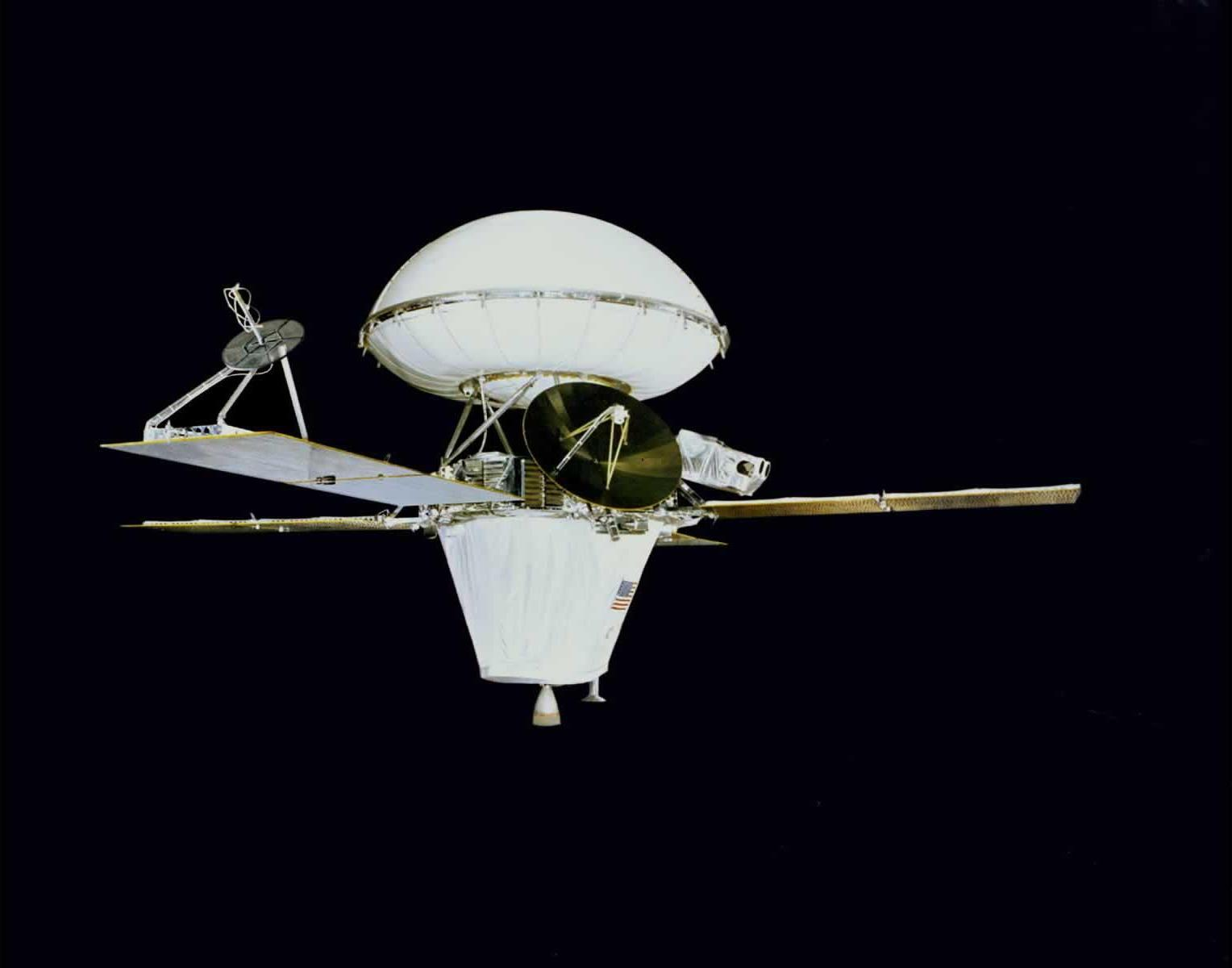
Sonda Viking

Programul Viking al NASA a fost format din 2 sonde spațiale trimise în 1975 către planeta Marte, Viking 1 și Viking 2. 